# Église d'Enontekiö
L'église d'Enontekiö (en finnois : Enontekiön kirkko) est située dans le village de Hetta à Enontekiö en Finlande.

## Description
L'église d'Enontekiö, conçue par l'architecte Veikko Larkas est inaugurée en 1952.
Elle est construite sur un petit monticule.
Elle a des murs crépis et un toit en tuiles.
La nef comporte un retable réalisé en 1951 par Uuno Eskola représente Jésus bénit le peuple de Laponie.
Cette œuvre de 14 m de haut et 8.7 m de large couvre presque totalement le mur du fond,.
Les lustres sont de Paavo Tynell.
Les sculptures de la chaire sont de Mikko Hovi.
L'extérieur de l'église est rénové en 2005 et l'intérieur en 2006.
La Direction des musées de Finlande a classé l'édifice parmi les sites culturels construits d'intérêt national.

## Galerie

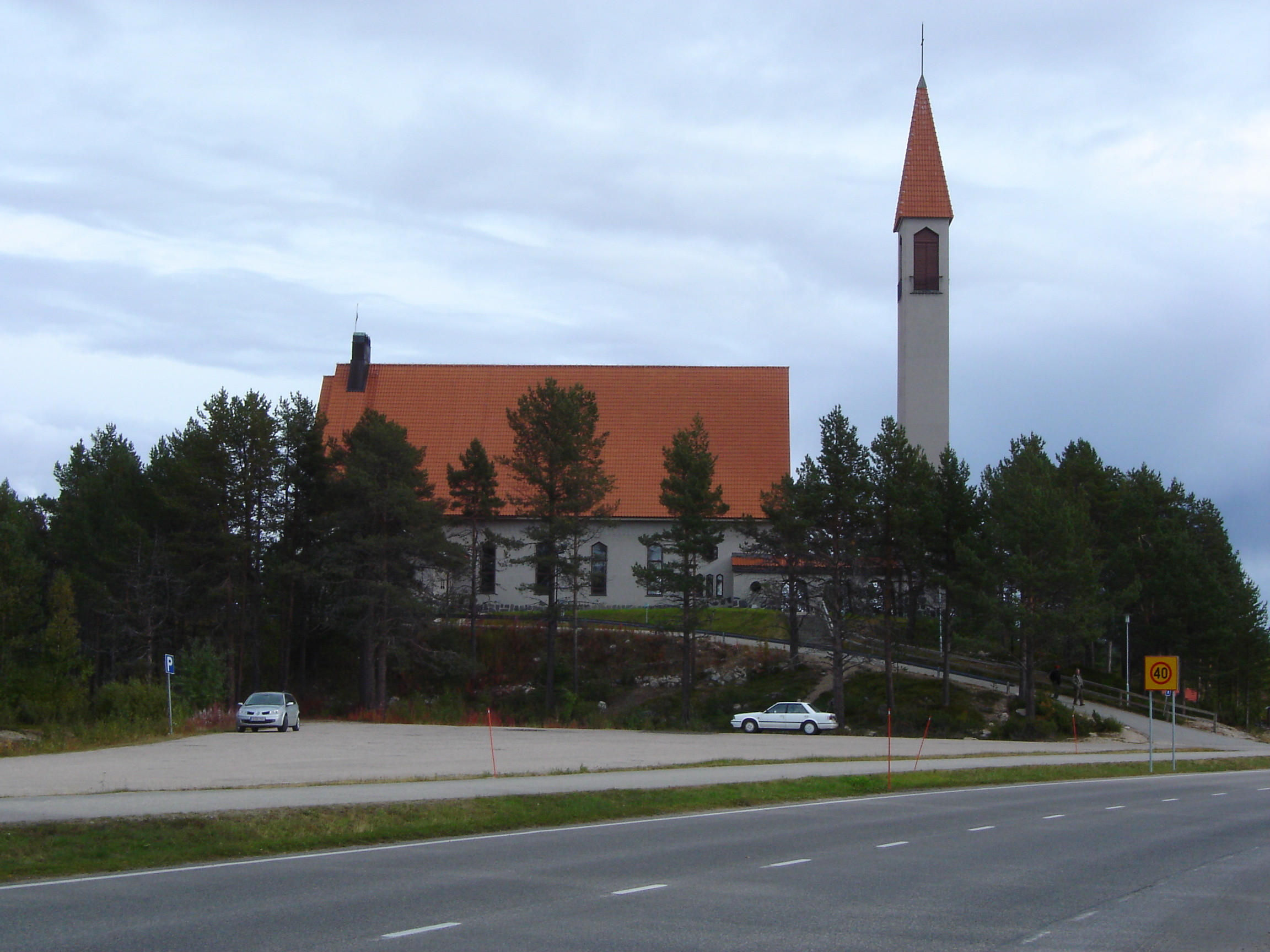
L'église côté ouest.
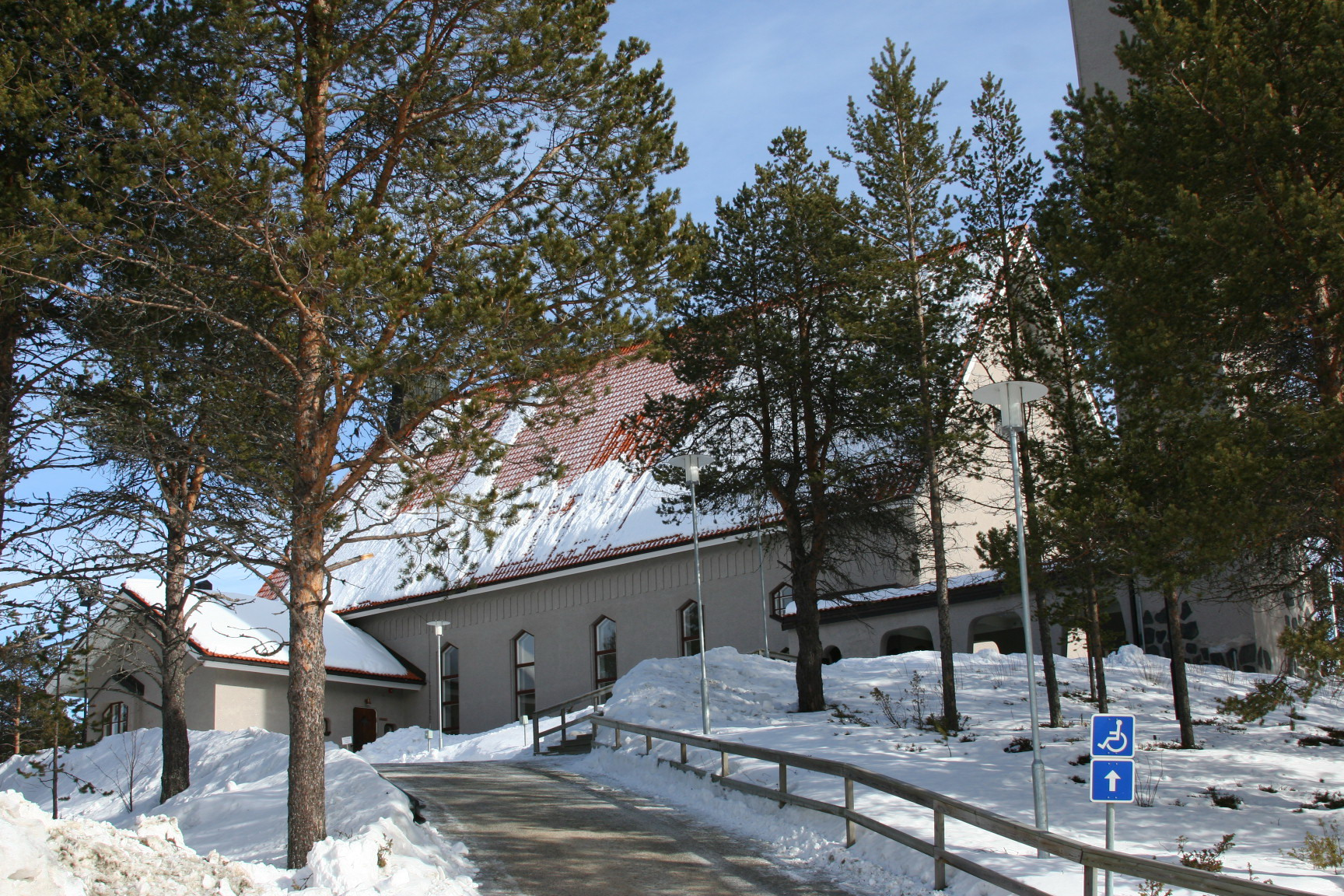
L'église, 2012.